# European Rugby Champions Cup 2016-17
La temporada 2016-17 de la Copa de Campeones Europea de Rugby fue la 22ª edición de la máxima competición continental del rugby europeo y la 3.ª con el nuevo nombre y formato.
La primera jornada se disputó entre los días 14 y 16 de octubre de 2016, mientras que la gran final se celebró el 13 de mayo de 2017, en el Estadio Murrayfield de Edimburgo.
La última final fue para el equipo inglés de Saracens en la que resultó triunfador ante Racing Métro 92 por 21 a 9.
Este año Francia proporciona siete equipos, Inglaterra seis, Irlanda cuatro, mientras que Gales, Escocia e Italia aportan un equipo cada uno.

## Calendario
| Jornadas    | Fechas                        |
| 1ª          | 14 al 16 de octubre de 2016   |
| 2ª          | 21 al 23 de octubre de 2016   |
| 3ª          | 9 al 11 de diciembre de 2016  |
| 4ª          | 16 al 18 de diciembre de 2016 |
| 5ª          | 13 al 15 de enero de 2017     |
| 6ª          | 20 al 22 de enero de 2017     |
| Cuartos     | 31 de marzo de 2017           |
| Semifinales | 21 al 23 de abril de 2017     |
| Final       | 13 de mayo de 2017            |

## Equipos
Veinte equipos se clasifican para la temporada 2016-2017, basándose en la clasificación de sus respectivas ligas domésticas durante la anterior temporada. La distribución de los equipos responde al siguiente patrón:
- Inglaterra: 6 equipos
  - Equipos clasificados entre la primera y la sexta posición en la temporada 2015-2016 de la Premiership Rugby. (6 equipos)
- Francia: 7 equipos
  - Equipos clasificados entre la primera y la sexta posición en la temporada 2015-2016 del Top 14 francés. (6 equipos)
  - Habrá un séptimo equipo por Francia, luego que Montpellier HRC ganara la Copa Desafío Europeo de Rugby 2015-2016.
- Irlanda, Italia, Escocia y Gales: 7 equipos
  - Los equipos que logren la mejor plaza de cada país en el Pro 12 Rugby. (4 equipos)
    - Los mejores tres clasificados en el Pro 12 Rugby no clasificados anteriormente. (3 equipos)

Debido a la Copa Mundial de Rugby de 2015, se decidió que el sistema de play-off en esta temporada se suspendiera, y que este año el ganador de la Copa Desafío Europeo de Rugby 2015-16 se califique automáticamente para el torneo. En el caso de que este equipo ya se hubiera clasificado, la liga local del equipo sería asignado con un lugar de clasificación adicional.
| Inglaterra (6)     | Francia (7)      | Gales (1) | Irlanda (4) | Escocia (1)      | Italia (1) |
| Saracens           | Racing 92        | Scarlets  | Connacht    | Glasgow Warriors | Zebre      |
| Exeter Chiefs      | Toulon           |           | Leinster    |                  |            |
| Wasps              | Clermont         |           | Ulster      |                  |            |
| Leicester Tigers   | Montpellier HRC  |           | Munster     |                  |            |
| Northampton Saints | Stade Toulousain |           |             |                  |            |
| Sale Sharks        | Castres          |           |             |                  |            |
|                    | Bordeaux Bègles  |           |             |                  |            |

## Modo de disputa
El sorteo de la fase de grupos tuvo lugar el 29 de junio de 2016 en el Stade de la Maladière en Neuchâtel.
El número de equipos participantes es de 20, divididos en 5 grupos con 4 equipos por grupo. Los equipos disputarán una liguilla en un formato de ida y vuelta de todos contra todos, la fase de grupos tendrá su primera jornada en los días 14 al 16 de octubre de 2016 y terminará en los días 20 al 22 de enero de 2017, de aquí los ganadores de cada grupo y los tres mejores segundos pasarán de ronda. Tras las 6 jornadas correspondientes a esta primera fase, se desarrollan los cuartos de final y semifinales, a un solo partido, y la final.
El fixture de la fase de grupos se anunció el día 19 de agosto de 2016.

### Sistema de puntuación
Los cuatro participantes se agrupan en una tabla general teniendo en cuenta los resultados de los partidos mediante un sistema de puntuación, la cual se reparte:
- 4 puntos por victoria.
- 2 puntos por empate.
- 0 puntos por derrota.

También se otorga punto bonus, ofensivo y defensivo:
- El punto bonus ofensivo se obtiene al marcar cuatro (4) o más tries.
- El punto bonus defensivo se obtiene al perder por una diferencia de hasta siete (7) puntos.

### Criterio de desempate
Si dos clubes del mismo grupo terminan con la misma cantidad de puntos, su clasificación será determinada por los resultados de los dos partidos jugados entre los equipos en cuestión de la siguiente manera:
1. el club con la mayor cantidad de puntos obtenidos en los dos partidos.
2. el club con la mayor cantidad de puntos a favor obtenidos en los dos partidos.
3. el club que haya conseguido más tries en los dos partidos.

Si sigue sin resolverse o los clubes no se han enfrentado en la fase de grupos se determinará de la siguiente manera:
1. el que tenga mejor diferencia de puntos en la fase de grupos.
2. el que tenga mayor cantidad de tries en la fase de grupos.
3. el que tenga menos jugadores sancionados durante la fase de grupos.
4. por sorteo.

## Fase de grupos
|  | Ganador de cada grupo, pasa a cuartos de final.           |
|  | Tres mejores segundos de grupo, pasan a cuartos de final. |

### Grupo 1
| Equipo           | PJ | PG | PE | PP | PF  | PC  | Dif. | TF | TC | BO | BD | Pts. |
| ---------------- | -- | -- | -- | -- | --- | --- | ---- | -- | -- | -- | -- | ---- |
| Munster          | 6  | 5  | 0  | 1  | 160 | 64  | 96   | 18 | 4  | 3  | 1  | 24   |
| Glasgow Warriors | 6  | 4  | 0  | 2  | 160 | 86  | 74   | 18 | 10 | 2  | 1  | 19   |
| Leicester Tigers | 6  | 2  | 0  | 4  | 61  | 190 | -129 | 3  | 23 | 0  | 0  | 8    |
| Racing 92        | 6  | 1  | 0  | 5  | 89  | 130 | -41  | 12 | 14 | 1  | 0  | 5    |

| 14 de octubre de 2016, 19:45 UTC (UTC+0)               | Glasgow Warriors | 42 - 13 | Leicester Tigers | Scotstoun Stadium, Glasgow                               |                                                          |
|                                                        | Tries · L Sarto 23', 75' · F Brown 27' · H Pyrgos 32' · M Bennett 67' · Conversiones · F Russell 24', 28', 68', 76' · Penales · S Hogg 13' · F Russell 54', 66' · Tarjetas · R Wilson 18' hasta 28' | Reporte | Tries · 19' A Thompstone · Conversiones · 20' O Williams · Penales · 7', 36' O Williams · Tarjetas · 12' hasta 22' M To'omua · 58' hasta 68' L Mulipola | Asistencia: 7351 espectadores Árbitro(s): Mathieu Raynal | Asistencia: 7351 espectadores Árbitro(s): Mathieu Raynal |
| Jugador del partido: Leonardo Sarto (Glasgow Warriors) | |         | |                                                          |                                                          |

| 7 de enero de 2017, 16:45 CET (UTC+1) | Racing 92 | 7 - 32  | Munster | Estadio Olímpico Yves-du-Manoir, Colombes              |                                                        |
|                                       |           | Reporte |         | Asistencia: 9233 espectadores Árbitro(s): Wayne Barnes | Asistencia: 9233 espectadores Árbitro(s): Wayne Barnes |

| 22 de octubre de 2016, 13:00 UTC (UTC+0) | Munster | 38 - 17 | Glasgow Warriors | Thomond Park, Limerick                                    |                                                           |
|                                          |         | Reporte |                  | Asistencia: 25 600 espectadores Árbitro(s): Jerome Garces | Asistencia: 25 600 espectadores Árbitro(s): Jerome Garces |

| 23 de octubre de 2016, 17:30 UTC (UTC+0) | Leicester Tigers | 27 - 17 | Racing 92 | Welford Road, Leicester                                   |                                                           |
|                                          |                  | Reporte |           | Asistencia: 19 048 espectadores Árbitro(s): Marius Mitrea | Asistencia: 19 048 espectadores Árbitro(s): Marius Mitrea |

| 10 de diciembre de 2016, 15:15 UTC (UTC+0) | Munster | 38 - 0  | Leicester Tigers | Thomond Park, Limerick                                   |                                                          |
|                                            |         | Reporte |                  | Asistencia: 26 500 espectadores Árbitro(s): Romain Poite | Asistencia: 26 500 espectadores Árbitro(s): Romain Poite |

| 10 de diciembre de 2016, 16:15 CET (UTC+1) | Racing 92 | 14 - 23 | Glasgow Warriors | Estadio Olímpico Yves-du-Manoir, Colombes          |                                                    |
|                                            |           | Reporte |                  | Asistencia: 8872 espectadores Árbitro(s): JP Doyle | Asistencia: 8872 espectadores Árbitro(s): JP Doyle |

| 16 de diciembre de 2016, 19:45 UTC (UTC+0) | Glasgow Warriors | 23 - 7  | Racing 92 | Scotstoun Stadium, Glasgow                              |                                                         |
|                                            |                  | Reporte |           | Asistencia: 7351 espectadores Árbitro(s): George Clancy | Asistencia: 7351 espectadores Árbitro(s): George Clancy |

| 17 de diciembre de 2016, 15:15 UTC (UTC+0) | Leicester Tigers | 18 - 16 | Munster | Welford Road, Leicester                                    |                                                            |
|                                            |                  | Reporte |         | Asistencia: 24 213 espectadores Árbitro(s): Pascal Gauzere | Asistencia: 24 213 espectadores Árbitro(s): Pascal Gauzere |

| 14 de enero de 2017, 17:30 UTC (UTC+0) | Glasgow Warriors | 12 - 14 | Munster | Scotstoun Stadium, Glasgow                            |                                                       |
|                                        |                  | Reporte |         | Asistencia: 7351 espectadores Árbitro(s): Luke Pearce | Asistencia: 7351 espectadores Árbitro(s): Luke Pearce |

| 14 de enero de 2017, 20:45 CET (UTC+1) | Racing 92 | 34 - 3  | Leicester Tigers | Estadio Olímpico Yves-du-Manoir, Colombes                |                                                          |
|                                        |           | Reporte |                  | Asistencia: 5449 espectadores Árbitro(s): Ben Whitehouse | Asistencia: 5449 espectadores Árbitro(s): Ben Whitehouse |

| 21 de enero de 2017, 17:30 UTC (UTC+0) | Leicester Tigers | 0 - 43  | Glasgow Warriors | Welford Road, Leicester                                    |                                                            |
|                                        |                  | Reporte |                  | Asistencia: 19 345 espectadores Árbitro(s): Mathieu Raynal | Asistencia: 19 345 espectadores Árbitro(s): Mathieu Raynal |

| 21 de enero de 2017, 17:30 UTC (UTC+0) | Munster | 22 - 10 | Racing 92 | Thomond Park, Limerick                                    |                                                           |
|                                        |         | Reporte |           | Asistencia: 26 200 espectadores Árbitro(s): Marius Mitrea | Asistencia: 26 200 espectadores Árbitro(s): Marius Mitrea |

### Grupo 2
| Equipo           | PJ | PG | PE | PP | PF  | PC  | Dif. | TF | TC | BO | BD | Pts. |
| ---------------- | -- | -- | -- | -- | --- | --- | ---- | -- | -- | -- | -- | ---- |
| Wasps            | 6  | 4  | 1  | 1  | 210 | 112 | 98   | 28 | 13 | 3  | 1  | 22   |
| Stade Toulousain | 6  | 3  | 1  | 2  | 164 | 91  | 73   | 22 | 10 | 2  | 2  | 18   |
| Connacht         | 6  | 4  | 0  | 2  | 188 | 118 | 70   | 26 | 15 | 2  | 0  | 18   |
| Zebre            | 6  | 0  | 0  | 6  | 90  | 331 | -241 | 11 | 49 | 0  | 0  | 0    |

| 15 de octubre de 2016, 13:00 UTC (UTC+0) | Wasps | 82 - 14 | Zebre | Ricoh Arena, Londres                                     |                                                          |
|                                          | Tries R Miller 3', 26'' J Cooper-Woolley 8' J Simpson 14', 63' F Halai 28' A Johnson 39' E Daly 40' J Launchbury 54' J Bassett 58' J Gaskell 69' D Robson 72' Conversiones D Cipriani 3', 8', 14', 26', 28', 39' J Gopperth 54', 58', 63', 69', 72' | Reporte | Tries · 18', 35' F Ruzza · Conversiones · 18', 35' E Padovani · Tarjetas · 11' hasta 21' D van Schalkwyk · 48' hasta 58' C Festuccia | Asistencia: 10 701 espectadores Árbitro(s): Andrew Brace | Asistencia: 10 701 espectadores Árbitro(s): Andrew Brace |

| 15 de octubre de 2016, 17:30 UTC (UTC+0) | Connacht                                                                                               | 23 - 21 | Stade Toulousain                                                                          | The Sportsground, Connacht                            |                                                       |
|                                          | Tries N Adeolokun 20' T O'Halloran 58' B Aki 66' Conversiones C Ronaldson 66' Penales J Carty 25', 29' | Reporte | Tries 34' Y David 37' J Doussain Conversiones 37' S Bézy Penales 7', 11' S Bézy 13' Fritz | Asistencia: 8091 espectadores Árbitro(s): Luke Pearce | Asistencia: 8091 espectadores Árbitro(s): Luke Pearce |

| 23 de octubre de 2016, 16:15 CET (UTC+1) | Stade Toulousain | 20 - 20 | Wasps | Stade Ernest-Wallon, Toulouse                          |                                                        |
|                                          |                  | Reporte |       | Asistencia: 14 206 espectadores Árbitro(s): John Lacey | Asistencia: 14 206 espectadores Árbitro(s): John Lacey |

| 23 de octubre de 2016, 16:15 CET (UTC+1) | Zebre | 7 - 52  | Connacht | Stadio Sergio Lanfranchi, Parma                           |                                                           |
|                                          |       | Reporte |          | Asistencia: 3000 espectadores Árbitro(s): Matthieu Raynal | Asistencia: 3000 espectadores Árbitro(s): Matthieu Raynal |

| 10 de diciembre de 2016, 20:45 CET (UTC+1) | Zebre                  | 6 - 36  | Stade Toulousain | Stadio Sergio Lanfranchi, Parma                      |                                                      |
|                                            | Penales C Canna 2', 9' | Reporte | Tries 16', 47' A Bonneval 27' G Fickou 32' J Tekori 40' Y Huget Conversiones 28', 33', 40', 48' S Bézy Penales 5' S Bézy | Asistencia: 3000 espectadores Árbitro(s): Ian Davies | Asistencia: 3000 espectadores Árbitro(s): Ian Davies |

| 11 de diciembre de 2016, 13:00 UTC (UTC+0) | Wasps | 32 - 17 | Connacht | Ricoh Arena, Londres                                       |                                                            |
|                                            |       | Reporte |          | Asistencia: 13 364 espectadores Árbitro(s): Alexandre Ruiz | Asistencia: 13 364 espectadores Árbitro(s): Alexandre Ruiz |

| 17 de diciembre de 2016, 16:15 CET (UTC+1) | Stade Toulousain | 54 - 15 | Zebre | Stade de Toulouse, Toulouse                             |                                                         |
|                                            |                  | Reporte |       | Asistencia: 10 378 espectadores Árbitro(s): Ian Tempest | Asistencia: 10 378 espectadores Árbitro(s): Ian Tempest |

| 17 de diciembre de 2016, 17:30 UTC (UTC+0) | Connacht | 20 - 18 | Wasps | The Sportsground, Connacht                              |                                                         |
|                                            |          | Reporte |       | Asistencia: 8090 espectadores Árbitro(s): Jerome Garces | Asistencia: 8090 espectadores Árbitro(s): Jerome Garces |

| 14 de enero de 2017, 13:00 UTC (UTC+0) | Connacht | 66 - 21 | Zebre | The Sportsground, Connacht                          |                                                     |
|                                        |          | Reporte |       | Asistencia: 5607 espectadores Árbitro(s): Tom Foley | Asistencia: 5607 espectadores Árbitro(s): Tom Foley |

| 14 de enero de 2017,15:15 UTC (UTC+0) | Wasps | 17 - 14 | Stade Toulousain | Ricoh Arena, Londres                                   |                                                        |
|                                       |       | Reporte |                  | Asistencia: 17 248 espectadores Árbitro(s): John Lacey | Asistencia: 17 248 espectadores Árbitro(s): John Lacey |

| 22 de enero de 2017, 16:15 CET (UTC+1) | Stade Toulousain | 19 - 10 | Connacht | Stade de Toulouse, Toulouse |                          |
|                                        |                  | Reporte |          | Árbitro(s): Wayne Barnes    | Árbitro(s): Wayne Barnes |

| 22 de enero de 2017, 16:15 CET (UTC+1) | Zebre | 27 - 41 | Wasps | Stadio Sergio Lanfranchi, Parma |  |
|                                        |       |         |       | Árbitro(s): David Wilkinson     |  |

### Grupo 3
| Equipo      | PJ | PG | PE | PP | PF  | PC  | Dif. | TF | TC | BO | BD | Pts. |
| ----------- | -- | -- | -- | -- | --- | --- | ---- | -- | -- | -- | -- | ---- |
| Saracens    | 6  | 5  | 1  | 0  | 181 | 87  | 94   | 20 | 6  | 2  | 0  | 24   |
| Toulon      | 6  | 3  | 0  | 3  | 120 | 100 | 20   | 12 | 10 | 2  | 2  | 16   |
| Scarlets    | 6  | 2  | 1  | 3  | 141 | 154 | -13  | 11 | 15 | 0  | 1  | 11   |
| Sale Sharks | 6  | 1  | 0  | 5  | 66  | 167 | -101 | 7  | 19 | 0  | 0  | 4    |

| 15 de octubre de 2016, 16:15 CET (UTC+1) | Toulon | 23 - 31 | Saracens | Stade Félix Mayol, Toulon                              |                                                        |
|                                          | Tries · L Chilachava 55' · B Habana 63' · Conversiones · L Halfpenny 55', 63' · Penales · L Halfpenny 6', 29', 44' · Tarjetas · M Nonu 46' hasta 56' | Reporte | Tries · 9' S Maitland · 14' R Wigglesworth · 38' C Wyles · Conversiones · 14', 38' O Farrell · Penales · 3', 20', 46', 79' O Farrell · Tarjetas · 54' hasta 64' M Itoje · 72' hasta 80' S Burger | Asistencia: 14 103 espectadores Árbitro(s): John Lacey | Asistencia: 14 103 espectadores Árbitro(s): John Lacey |

| 15 de octubre de 2016, 19:45 UTC (UTC+0) | Scarlets                                                                                                   | 28 - 11 | Sale Sharks | Parc y Scarlets, Llanelli                              |                                                        |
|                                          | Tries G Davies 12' Van der Merwe 31', 56' Conversiones R Patchell 12', 57' Penales R Patchell 8', 14', 20' | Reporte | Tries · 24' N Briggs · Penales · 3', 38' D Mugford · Tarjetas · 47' hasta 57' R Harrison · 62' hasta 72' A Ostrikov | Asistencia: 6521 espectadores Árbitro(s): Romain Poite | Asistencia: 6521 espectadores Árbitro(s): Romain Poite |

| 21 de octubre de 2016, 19:45 UTC (UTC+0) | Sale Sharks | 5 - 15  | Toulon | AJ Bell Stadium, Sale                                    |                                                          |
|                                          |             | Reporte |        | Asistencia: 9402 espectadores Árbitro(s): Ben Whitehouse | Asistencia: 9402 espectadores Árbitro(s): Ben Whitehouse |

| 22 de octubre de 2016, 17:30 UTC (UTC+0) | Saracens | 44 - 26 | Scarlets | Allianz Park, Londres                                    |                                                          |
|                                          |          | Reporte |          | Asistencia: 9084 espectadores Árbitro(s): Pascal Gauzere | Asistencia: 9084 espectadores Árbitro(s): Pascal Gauzere |

| 10 de diciembre de 2016, 17:30 UTC (UTC+0) | Saracens | 50 - 3  | Sale Sharks | Allianz Park, Londres                                    |                                                          |
|                                            |          | Reporte |             | Asistencia: 8746 espectadores Árbitro(s): Mathieu Raynal | Asistencia: 8746 espectadores Árbitro(s): Mathieu Raynal |

| 11 de diciembre de 2016, 16:15 CET (UTC+1) | Toulon | 31 - 20 | Scarlets | Stade Félix Mayol, Toulon                               |                                                         |
|                                            |        | Reporte |          | Asistencia: 11 978 espectadores Árbitro(s): Greg Garner | Asistencia: 11 978 espectadores Árbitro(s): Greg Garner |

| 18 de diciembre de 2016, 13:00 UTC (UTC+0) | Scarlets | 22 - 21 | Toulon | Parc y Scarlets, Llanelli                                |                                                          |
|                                            |          | Reporte |        | Asistencia: 8579 espectadores Árbitro(s): Matthew Carley | Asistencia: 8579 espectadores Árbitro(s): Matthew Carley |

| 18 de diciembre de 2016, 17:30 UTC (UTC+0) | Sale Sharks | 10 - 24 | Saracens | AJ Bell Stadium, Sale                                  |                                                        |
|                                            |             | Reporte |          | Asistencia: 6158 espectadores Árbitro(s): Andrew Brace | Asistencia: 6158 espectadores Árbitro(s): Andrew Brace |

| 15 de enero de 2017, 13:00 UTC (UTC+0) | Scarlets | 22 - 22 | Saracens | Parc y Scarlets, Llanelli                                |                                                          |
|                                        |          | Reporte |          | Asistencia: 7491 espectadores Árbitro(s): Alexandre Ruiz | Asistencia: 7491 espectadores Árbitro(s): Alexandre Ruiz |

| 15 de enero de 2017, 16:15 CET (UTC+1) | Toulon | 27 - 12 | Sale Sharks | Stade Félix Mayol, Toulon                                 |                                                           |
|                                        |        | Reporte |             | Asistencia: 12 315 espectadores Árbitro(s): George Clancy | Asistencia: 12 315 espectadores Árbitro(s): George Clancy |

| 21 de enero de 2017, 15:15 UTC (UTC+0) | Sale Sharks | 25 - 23 | Scarlets | AJ Bell Stadium, Sale                                    |                                                          |
|                                        |             | Reporte |          | Asistencia: 4275 espectadores Árbitro(s): Pascal Gauzere | Asistencia: 4275 espectadores Árbitro(s): Pascal Gauzere |

| 21 de enero de 2017, 15:15 UTC (UTC+0) | Saracens | 10 - 3  | Toulon | Allianz Park, Londres                                   |                                                         |
|                                        |          | Reporte |        | Asistencia: 10 000 espectadores Árbitro(s): Nigel Owens | Asistencia: 10 000 espectadores Árbitro(s): Nigel Owens |

### Grupo 4
| Equipo             | PJ | PG | PE | PP | PF  | PC  | Dif. | TF | TC | BO | BD | Pts. |
| ------------------ | -- | -- | -- | -- | --- | --- | ---- | -- | -- | -- | -- | ---- |
| Leinster           | 6  | 4  | 1  | 1  | 227 | 87  | 140  | 31 | 10 | 4  | 1  | 23   |
| Montpellier HRC    | 6  | 3  | 0  | 3  | 120 | 149 | -29  | 15 | 15 | 2  | 2  | 16   |
| Castres            | 6  | 2  | 1  | 3  | 144 | 147 | -3   | 15 | 20 | 1  | 1  | 12   |
| Northampton Saints | 6  | 2  | 0  | 4  | 91  | 199 | -108 | 10 | 26 | 1  | 0  | 9    |

| 15 de octubre de 2016, 15:15 UTC (UTC+0) | Leinster | 33 - 15 | Castres | RDS Arena, Dublín                                          |                                                            |
|                                          | Tries · S Cronin 9', 26' · J McGrath 33' · I Nacewa 48' · Try Penal 66' · Conversiones · I Nacewa 26', 33', 48', 66' · Tarjetas · L McGrath 40' hasta 50' | Reporte | Tries · 41' Try Penal · 69' A Jelonch · Conversiones · 41' B Urdapilleta · Penales · 30' B Urdapilleta · Tarjetas · 71' hasta 80' T Lassalle | Asistencia: 13 890 espectadores Árbitro(s): Matthew Carley | Asistencia: 13 890 espectadores Árbitro(s): Matthew Carley |

| 15 de octubre de 2016, 17:30 UTC (UTC+0) | Northampton Saints                                                     | 16 - 14 | Montpellier HRC                                         | Franklin's Gardens, Northampton                         |                                                         |
|                                          | Tries C Clark 3' Conversiones S Myler 3' Penales S Myler 18', 49', 80' | Reporte | Tries 35' F Steyn Penales 30' B Botica 58', 65' F Steyn | Asistencia: 14 099 espectadores Árbitro(s): Nigel Owens | Asistencia: 14 099 espectadores Árbitro(s): Nigel Owens |

| 22 de octubre de 2016, 16:15 CET (UTC+1) | Castres | 41 - 7  | Northampton Saints | Stade Pierre-Antoine, Castres                        |                                                      |
|                                          |         | Reporte |                    | Asistencia: 8405 espectadores Árbitro(s): Ian Davies | Asistencia: 8405 espectadores Árbitro(s): Ian Davies |

| 23 de octubre de 2016, 14:00 CET (UTC+1) | Montpellier HRC | 22 - 16 | Leinster | Altrad Stadium, Montpellier                             |                                                         |
|                                          |                 | Reporte |          | Asistencia: 10 679 espectadores Árbitro(s): Luke Pearce | Asistencia: 10 679 espectadores Árbitro(s): Luke Pearce |

| 9 de diciembre de 2016, 19:45 UTC (UTC+0) | Northampton Saints | 10 - 37 | Leinster | Franklin's Gardens, Northampton                           |                                                           |
|                                           | Tries · A Tuala 44' · Conversiones · S Myler 46' · Penales · S Myler 19' · Tarjetas · D Hartley 57' · G Pisi 77' hasta 80' | Reporte | Tries 1' G Ringrose 55' S O'Brien 65' R O'Loughlin 74' J Gibson-Park 78' I Nacewa Conversiones 2', 57', 75' I Nacewa Penales 10', 48' I Nacewa | Asistencia: 15 151 espectadores Árbitro(s): Jerome Garces | Asistencia: 15 151 espectadores Árbitro(s): Jerome Garces |

| 11 de diciembre de 2016, 14:00 CET (UTC+1) | Montpellier HRC | 32 - 14 | Castres | Altrad Stadium, Montpellier                                |                                                            |
|                                            |                 | Reporte |         | Asistencia: 11 260 espectadores Árbitro(s): Ben Whitehouse | Asistencia: 11 260 espectadores Árbitro(s): Ben Whitehouse |

| 17 de diciembre de 2016, 19:45 UTC (UTC+0) | Leinster | 60 - 13 | Northampton Saints | RDS Arena, Dublín                                        |                                                          |
|                                            |          | Reporte |                    | Asistencia: 38 584 espectadores Árbitro(s): Romain Poite | Asistencia: 38 584 espectadores Árbitro(s): Romain Poite |

| 18 de diciembre de 2016, 14:00 CET (UTC+1) | Castres | 29 - 23 | Montpellier HRC | Stade Pierre-Antoine, Castres                          |                                                        |
|                                            |         | Reporte |                 | Asistencia: 8300 espectadores Árbitro(s): Wayne Barnes | Asistencia: 8300 espectadores Árbitro(s): Wayne Barnes |

| 13 de enero de 2017, 19:45 UTC (UTC+0) | Leinster | 57 - 3  | Montpellier HRC | RDS Arena, Dublín                                    |                                                      |
|                                        |          | Reporte |                 | Asistencia: 17 585 espectadores Árbitro(s): JP Doyle | Asistencia: 17 585 espectadores Árbitro(s): JP Doyle |

| 14 de enero de 2017, 13:00 UTC (UTC+0) | Northampton Saints | 28 - 21 | Castres | Franklin's Gardens, Northampton                          |                                                          |
|                                        |                    | Reporte |         | Asistencia: 13 645 espectadores Árbitro(s): Andrew Brace | Asistencia: 13 645 espectadores Árbitro(s): Andrew Brace |

| 20 de enero de 2017, 20:45 CET (UTC+1) | Castres | 24 - 24 | Leinster | Stade Pierre-Antoine, Castres                         |                                                       |
|                                        |         | Reporte |          | Asistencia: 7040 espectadores Árbitro(s): Greg Garner | Asistencia: 7040 espectadores Árbitro(s): Greg Garner |

| 20 de enero de 2017, 20:45 CET (UTC+1) | Montpellier HRC | 26 - 17 | Northampton Saints | Altrad Stadium, Montpellier                          |                                                      |
|                                        |                 | Reporte |                    | Asistencia: 4900 espectadores Árbitro(s): John Lacey | Asistencia: 4900 espectadores Árbitro(s): John Lacey |

### Grupo 5
| Equipos         | PJ | PG | PE | PP | PF  | PC  | Dif. | TF | TC | BO | BD | Pts. |
| --------------- | -- | -- | -- | -- | --- | --- | ---- | -- | -- | -- | -- | ---- |
| Clermont        | 6  | 5  | 0  | 1  | 211 | 131 | 80   | 26 | 18 | 5  | 1  | 26   |
| Bordeaux Bègles | 6  | 3  | 0  | 3  | 118 | 120 | -2   | 11 | 13 | 1  | 1  | 14   |
| Exeter Chiefs   | 6  | 2  | 0  | 4  | 110 | 146 | -36  | 13 | 16 | 2  | 2  | 12   |
| Ulster          | 6  | 2  | 0  | 4  | 131 | 173 | -42  | 16 | 19 | 1  | 1  | 10   |

| 16 de octubre de 2016, 14:00 CET (UTC+1) | Bordeaux Bègles | 28 - 13 | Ulster | Stade Jacques Chaban-Delmas, Bordeaux                |                                                      |
|                                          | Tries S Taofifenua 74' Try Penal 77' B Connor 79' Conversiones L Beauxis 77', 79' Penales I Madigan 3', 45' L Beauxis 54' | Reporte | Tries · 21' A Trimble · Conversiones · 21' P Jackson · Penales · 39', 57' P Jackson · Tarjetas · 80' hasta 80' S Reidy | Asistencia: 21 132 espectadores Árbitro(s): JP Doyle | Asistencia: 21 132 espectadores Árbitro(s): JP Doyle |

| 16 de octubre de 2016, 17:30 UTC (UTC+0) | Exeter Chiefs                          | 8 - 35  | Clermont | Sandy Park, Exeter                                      |                                                         |
|                                          | Tries S Hill 79' Penales G Steenson 7' | Reporte | Tries · 24' J Bardy · 28' N Nakaitaci · 39', 69' W Fofana · 43' N Abendanon · Conversiones · 24', 28', 39', 43' M Parra · 69' P Fernandez · Tarjetas · 51' hasta 61' F van der Merwe | Asistencia: 9879 espectadores Árbitro(s): George Clancy | Asistencia: 9879 espectadores Árbitro(s): George Clancy |

| 22 de octubre de 2016, 16:15 CET (UTC+1) | Clermont | 49 - 33 | Bordeaux Bègles | Stade Marcel-Michelin, Clermont-Ferrand                 |                                                         |
|                                          |          | Reporte |                 | Asistencia: 17 512 espectadores Árbitro(s): Greg Garner | Asistencia: 17 512 espectadores Árbitro(s): Greg Garner |

| 22 de octubre de 2016, 19:45 UTC (UTC+0) | Ulster | 19 - 18 | Exeter Chiefs | Kingspan Stadium, Belfast                                  |                                                            |
|                                          |        | Reporte |               | Asistencia: 16 843 espectadores Árbitro(s): Alexandre Ruiz | Asistencia: 16 843 espectadores Árbitro(s): Alexandre Ruiz |

| 10 de diciembre de 2016, 13:00 UTC (UTC+0) | Ulster | 39 - 32 | Clermont | Kingspan Stadium, Belfast                                |                                                          |
|                                            | Tries · L Marshall 6', 44' · I Henderson 15' · P Jackson 34' · C Piutau 53' · Conversiones · P Jackson 6', 35', 46', 54' · Penales · P Jackson 21', 57' · Tarjetas · R Ah You 74' hasta 80' | Reporte | Tries 1' P Yato 30' S Spedding 62' N Abendanon 73' D Chouly Conversiones 2', 62', 73' M Parra Penales 9', 26' M Parra | Asistencia: 16 316 espectadores Árbitro(s): Wayne Barnes | Asistencia: 16 316 espectadores Árbitro(s): Wayne Barnes |

| 11 de diciembre de 2016, 17:30 UTC (UTC+0) | Exeter Chiefs | 7 - 13  | Bordeaux Bègles | Sandy Park, Exeter                                    |                                                       |
|                                            |               | Reporte |                 | Asistencia: 9143 espectadores Árbitro(s): Nigel Owens | Asistencia: 9143 espectadores Árbitro(s): Nigel Owens |

| 17 de diciembre de 2016, 14:00 CET (UTC+1) | Bordeaux Bègles | 12 - 20 | Exeter Chiefs | Stade Jacques Chaban-Delmas, Bordeaux                  |                                                        |
|                                            |                 | Reporte |               | Asistencia: 21 071 espectadores Árbitro(s): John Lacey | Asistencia: 21 071 espectadores Árbitro(s): John Lacey |

| 18 de diciembre de 2016, 16:15 CET (UTC+1) | Clermont | 38 - 19 | Ulster | Stade Marcel-Michelin, Clermont-Ferrand                   |                                                           |
|                                            |          | Reporte |        | Asistencia: 18 739 espectadores Árbitro(s): Marius Mitrea | Asistencia: 18 739 espectadores Árbitro(s): Marius Mitrea |

| 15 de enero de 2017, 14:00 CET (UTC+1) | Bordeaux Bègles | 6 - 9   | Clermont | Stade Jacques Chaban-Delmas, Bordeaux                   |                                                         |
|                                        |                 | Reporte |          | Asistencia: 21 196 espectadores Árbitro(s): Nigel Owens | Asistencia: 21 196 espectadores Árbitro(s): Nigel Owens |

| 15 de enero de 2017, 17:30 UTC (UTC+0) | Exeter Chiefs | 31 - 19 | Ulster | Sandy Park, Exeter                                       |                                                          |
|                                        |               | Reporte |        | Asistencia: 10 671 espectadores Árbitro(s): Romain Poite | Asistencia: 10 671 espectadores Árbitro(s): Romain Poite |

| 21 de enero de 2017, 13:00 UTC (UTC+0) | Ulster | 22 - 26 | Bordeaux Bègles | Kingspan Stadium, Belfast                                  |                                                            |
|                                        |        | Reporte |                 | Asistencia: 14 924 espectadores Árbitro(s): Matthew Carley | Asistencia: 14 924 espectadores Árbitro(s): Matthew Carley |

| 21 de enero de 2017, 14:00 CET (UTC+1) | Clermont | 48 - 26 | Exeter Chiefs | Stade Marcel-Michelin, Clermont-Ferrand                  |                                                          |
|                                        |          | Reporte |               | Asistencia: 17 201 espectadores Árbitro(s): Andrew Brace | Asistencia: 17 201 espectadores Árbitro(s): Andrew Brace |

## Fase final
Los ocho equipos clasificados de la fase de grupos competirán en una primera ronda eliminatoria de cuartos de final, la cual se celebrará entre los días 31 de marzo y 2 de abril de 2017. Los cuatro equipos con la mejor clasificación en la fase de grupos, ejercerán de locales en esta fase.
Los equipos son ordenados según el siguiente orden de criterios:
1. Mayor número de puntos.
2. Número de ensayos marcados.
3. Mayor diferencia de puntos.

| Pos | Ganadores de grupo | PJ | Pts | Dif | EM |
| --- | ------------------ | -- | --- | --- | -- |
| 1   | Clermont           | 6  | 26  | 80  | 26 |
| 2   | Munster            | 6  | 24  | 96  | 18 |
| 3   | Saracens           | 6  | 24  | 94  | 20 |
| 4   | Leinster           | 6  | 23  | 140 | 31 |
| 5   | Wasps              | 6  | 22  | 98  | 28 |
| Pos | Ganadores de grupo | PJ | Pts | Dif | EM |
| 6   | Glasgow Warriors   | 6  | 19  | 74  | 18 |
| 7   | Stade Toulousain   | 6  | 18  | 73  | 22 |
| 8   | Toulon             | 6  | 16  | 20  | 12 |
| 9   | Montpellier HRC    | 6  | 16  | -29 | 15 |
| 10  | Bordeaux Bègles    | 6  | 14  | -2  | 11 |

Llave de eliminatorias
|  | Cuartos de final         | Cuartos de final         |          |          | Semifinales       | Semifinales       |  |          | Final      | Final      |  |
|  | 1 de abril al 2 de abril | 1 de abril al 2 de abril |          |          | 21 al 23 de abril | 21 al 23 de abril |  |          | 13 de mayo | 13 de mayo |  |
|  |                          |                          |          |          |                   |                   |  |          |            |            |  |
|  |                          |                          |          |          |                   |                   |  |          |            |            |  |
|  | Clermont                 | 29                       |          |          |                   |                   |  |          |            |            |  |
|  | Clermont                 | 29                       |          |          |                   |                   |  |          |            |            |  |
|  | Toulon                   | 9                        |          |          |                   |                   |  |          |            |            |  |
|  | Toulon                   | 9                        |          | Clermont | 27                |                   |  |          |            |            |  |
|  |                          |                          |          | Clermont | 27                |                   |  |          |            |            |  |
|  |                          |                          | Leinster | 22       |                   |                   |  |          |            |            |  |
|  | Leinster                 | 32                       | Leinster | 22       |                   |                   |  |          |            |            |  |
|  | Leinster                 | 32                       |          |          |                   |                   |  |          |            |            |  |
|  | Wasps                    | 17                       |          |          |                   |                   |  |          |            |            |  |
|  | Wasps                    | 17                       |          |          |                   |                   |  | Clermont | 17         |            |  |
|  |                          |                          |          |          |                   |                   |  | Clermont | 17         |            |  |
|  |                          |                          | Saracens | 28       |                   |                   |  |          |            |            |  |
|  | Munster                  | 41                       | Saracens | 28       |                   |                   |  |          |            |            |  |
|  | Munster                  | 41                       |          |          |                   |                   |  |          |            |            |  |
|  | Stade Toulousain         | 16                       |          |          |                   |                   |  |          |            |            |  |
|  | Stade Toulousain         | 16                       |          | Munster  | 10                |                   |  |          |            |            |  |
|  |                          |                          |          | Munster  | 10                |                   |  |          |            |            |  |
|  |                          |                          | Saracens | 26       |                   |                   |  |          |            |            |  |
|  | Saracens                 | 38                       | Saracens | 26       |                   |                   |  |          |            |            |  |
|  | Saracens                 | 38                       |          |          |                   |                   |  |          |            |            |  |
|  | Glasgow Warriors         | 13                       |          |          |                   |                   |  |          |            |            |  |
|  | Glasgow Warriors         | 13                       |          |          |                   |                   |  |          |            |            |  |
|  |                          |                          |          |          |                   |                   |  |          |            |            |  |

### Cuartos de final
| 1 de abril de 2017, 15:15 UTC (UTC+0) | Leinster | 32 - 17 | Wasps | Aviva Stadium, Dublín                                   |                                                         |
|                                       |          | Reporte |       | Asistencia: 50 266 espectadores Árbitro(s): Nigel Owens | Asistencia: 50 266 espectadores Árbitro(s): Nigel Owens |

| 1 de abril de 2017, 17:45 UTC (UTC+0) | Munster | 41 - 16 | Stade Toulousain | Thomond Park, Limerick                               |                                                      |
|                                       |         | Reporte |                  | Asistencia: 26 200 espectadores Árbitro(s): JP Doyle | Asistencia: 26 200 espectadores Árbitro(s): JP Doyle |

| 2 de abril de 2017, 13:00 UTC (UTC+0) | Saracens | 38 - 13 | Glasgow Warriors | Allianz Park, Barnet                                      |                                                           |
|                                       |          | Reporte |                  | Asistencia: 15 000 espectadores Árbitro(s): Jérôme Garcès | Asistencia: 15 000 espectadores Árbitro(s): Jérôme Garcès |

| 2 de abril de 2017, 16:15 UTC (UTC+1) | Clermont | 29 - 9  | Toulon | Stade Marcel Michelin, Clermont-Ferrand                  |                                                          |
|                                       |          | Reporte |        | Asistencia: 18 873 espectadores Árbitro(s): Wayne Barnes | Asistencia: 18 873 espectadores Árbitro(s): Wayne Barnes |

### Semifinales
| 22 de abril de 2017, 15:15 UTC (UTC+0) | Munster | 10 - 26 | Saracens | Aviva Stadium, Dublín                                    |                                                          |
|                                        |         | Reporte |          | Asistencia: 51 300 espectadores Árbitro(s): Romain Poite | Asistencia: 51 300 espectadores Árbitro(s): Romain Poite |

| 23 de abril de 2017, 16:00 UTC (UTC+0) | Clermont | 27 - 22 | Leinster | Stade Marcel Michelin, Clermont-Ferrand                 |                                                         |
|                                        |          | Reporte |          | Asistencia: 40 024 espectadores Árbitro(s): Nigel Owens | Asistencia: 40 024 espectadores Árbitro(s): Nigel Owens |

### Final
| 13 de mayo de 2017, 17:00 UTC (UTC+0) | Clermont | 17 - 28 | Saracens | Estadio Murrayfield, Edimburgo |                         |
|                                       |          | Reporte |          | Árbitro(s): Nigel Owens        | Árbitro(s): Nigel Owens |

| Bandera de Inglaterra |
| Campeón Saracens      |
| Segundo título        |